# Bridear
Bridear es una banda japonesa de power metal de Fukuoka, formada en 2011. Actualmente está formado por la cantante Kimi, las guitarristas Moe y Ayumi, la bajista Haru y la baterista Natsumi. Están representados por Zest y lanzan música bajo el sello Avex Trax .

## Historia
Bridear fue fundada en Fukuoka en 2011 por la cantante Kimi, la guitarrista Mitsuru y la bajista Haru. La baterista de apoyo Kai se convirtió en miembro oficial en febrero de 2012. La segunda guitarrista Misa se unió a la banda en abril, y Bridear tuvo su primer concierto ese mismo mes en Spiral Factory. Kimi, Haru y Kai estuvieron anteriormente juntas en una banda, mientras que Mitsuru y Misa fueron reclutadas en un sitio web específicamente para encontrar músicos. La demo "Pray/Another Name" se lanzó en agosto de 2012. El primer sencillo "Thread of the Light/Roulette", fue lanzado a través de Rock Stakk, y la versión extendida Overturn the Doom,  fue lanzada al año siguiente a través de Movement Records,.
En los dos años siguientes, lanzaron el sencillo "Light in the Dark/No Salvation" (2014) y el DVD en vivo titulado Dear Bride (2015). En marzo de 2016, la banda lanzó su álbum debut, Baryte, que fue lanzado por Radtone Music, y promocionado con una extensa gira por Japón. El EP lanzado en 2017, Rise, también fue lanzado por Radtone. Luego del lanzamiento de Rise, Misa dejó Bridear luego de un concierto el 28 de octubre de 2017 debido a diferencias musicales con la banda. Misa fue reemplazada por Misaki, quien hizo su debut en vivo con la banda el 22 de abril de 2018 Otro EP, Helix, fue lanzado el 11 de abril de 2018, esta vez en Universal Music Japan. Luego de esto, durante el año 2018, otro DVD en vivo de la banda se lanzó, titulado Live Tour 2018 Marcasite  Después de siete años, Mitsuru dejó la banda después de su concierto del 30 de diciembre de 2018, citando varias diferencias sobre la dirección de la banda, tanto musical como de otro tipo. En 2019, Bridear se unió a agencia de gestión de talentos Zest, se cambió al sello Avex Trax y lanzó su segundo álbum de estudio Expose Your Emotions a finales del mismo año.
En mayo de 2021, la banda lanzó su tercer álbum, Bloody Bride, que fue lanzado internacionalmente por Setsuzoku Records. En septiembre y octubre de 2021, el grupo realizó una gira por varias ciudades europeas. Misaki tomó baja médica en junio de 2022 y anunció su salida de la banda el 11 de julio, siendo reemplazada inmediatamente por Moe.

## Estilo
Según Fabian Zeitlinger de Metalinside.de, Bridear se destaca de otras bandas japonesas de rock femenino por su sonido más moderno, descrito más como una versión "metalizada" de Band-Maid que como power metal melódico como Aldious o Lovebites . En Bloody Bride, el grupo oscila entre el power metal agresivo con contrabajo y el metal alternativo pop. Las letras de la banda están escritas tanto en japonés como en inglés. En una reseña en JRock News, Bloody Bride se describe como un "matrimonio" entre hard rock y metal progresivo y un digno sucesor de Expose Your Emotions . Shawn Kupfer, en su reseña de Idobi, describe la música como "power metal de ritmo rápido con sensibilidad a la música pop", que evoca la era Blue Blood de X Japan, y concluyó que la música de Bridear comparte el ADN de la Nueva Ola del Heavy estadounidense. Metal y al mismo tiempo abre nuevos caminos.

## Miembros
Miembros actuales
- Kimi - voz (2011-presente)
- Haru - bajo (2011-presente)
- Ayumi - guitarra (2019-presente)
- Natsumi - batería (2019-presente)
- Moe - guitarra (2022-presente)

Miembros anteriores
- Mitsuru - guitarra (2011-2018)
- Kai - batería (2012-2019)
- Misa - guitarra (2012-2017)
- Misaki - guitarra (2018-2022)
- Yuri - batería (2019)
- Vivi - batería (2019)

## Discografía

### Álbumes
| Título                                                | Detalles del álbum                                                     | Posiciones pico en el gráfico | Posiciones pico en el gráfico | Posiciones pico en el gráfico |
| Título                                                | Detalles del álbum                                                     | Japón <br /> Oricon <br />    | Japón <br /> Billboard        | Japón <br /> Billboard <br /> |
| ----------------------------------------------------- | ---------------------------------------------------------------------- | ----------------------------- | ----------------------------- | ----------------------------- |
| barita                                                | - Publicado: 23 de marzo de 2016 - Sello: Radtone Music                | 63                            | —                             | 62                            |
| Expone tus emociones                                  | - Publicado: 4 de diciembre de 2019 - Etiqueta: Avex Trax              | 109                           | —                             | —                             |
| novia sangrienta                                      | - Publicado: 14 de abril de 2021 - Sello: Avex Trax, Setsuzoku Records | 62                            | 100                           | 51                            |
| Égida de Atenea                                       | - Publicado: 20 de abril de 2022 - Etiqueta: Avex Trax                 | 52                            | 68                            | 49                            |
| "—" denota una grabación que no figura en las listas. |                                                                        |                               |                               |                               |

### EP
| Título                                                | Detalles del álbum                                                     | Posiciones pico en el gráfico | Posiciones pico en el gráfico            |
| Título                                                | Detalles del álbum                                                     | Japón <br /> Oricon <br />    | Japón <br /> Billboard <br /> Top <br /> |
| ----------------------------------------------------- | ---------------------------------------------------------------------- | ----------------------------- | ---------------------------------------- |
| Overturn the doom                                     | - Publicado: 18 de diciembre de 2013. - Sello: Registros de movimiento | 285                           | —                                        |
| Rise                                                  | - Publicado: 15 de marzo de 2017 - Sello: Radtone Music                | 70                            | —                                        |
| Helix                                                 | - Publicado: 11 de abril de 2018 - Sello: Universal Music Japón        | 72                            | 69                                       |
| "—" denota una grabación que no figura en las listas. |                                                                        |                               |                                          |

### Individual
| Título                                                | Año  | Posiciones en el chart | Álbum |
| Título                                                | Año  | Japón<br id="mw-w"><br><br /> Oricon <br /> | Álbum |
| ----------------------------------------------------- | ---- | --- | ----- |
| "Pray/Another Name"                                   | 2012 | — \| align="center" rowspan="3" rowspan="" style="background-color:#Singles sin album;color:black; text-align:center; vertical-align:middle;" \| |       |
| "Thread of the light/Roulette"                        | 2012 | — |       |
| "Light in the dark / No Salvation"                    | 2014 | 115 |       |
| "—" denota una grabación que no figura en las listas. |      | |       |

#### Singles digitales
| Título   | Año  | Álbum |
| -------- | ---- | ----- |
| "Ignite" | 2017 | Rise  |

### DVD
| Título                   | Detalles                                                          | Posiciones pico            |
| Título                   | Detalles                                                          | Japón <br /> Oricon <br /> |
| ------------------------ | ----------------------------------------------------------------- | -------------------------- |
| Dear Bride               | - Publicado: 22 de abril de 2015 - Sello: Registros de movimiento | 114                        |
| Live Tour 2018 Marcasite | - Publicado: 8 de agosto de 2018 - Sello: Red Hill Recordings     | 99                         |